# Боуз-Лайон, Майкл, 18-й граф Стратмор и Кингхорн
Майкл Фергус Боуз-Лайон, 18-й граф Стратмор и Кингхорн (англ. Michael Fergus Bowes-Lyon, 18th and 5th Earl of Strathmore and Kinghorne; 7 июня 1957 — 27 февраля 2016) — британский дворянин, политик и военный. Он носил титул учтивости — лорд Глэмис с 1972 по 1987 год. Двоюродный брат королевы Елизаветы II. Среди семьи и друзей он был известен как Майки Стратмор.

## Происхождение и образование
Родился 7 июня 1957 года. Единственный сын Майкла Боуз-Лайона, 17-го графа Стратмора и Кингхорна (1928—1987), и его жены Мэри Памелы Маккоркодейл (род. 1932). Внучатый племянник королевы Елизаветы, королевы-матери, и родственник королевы Елизаветы II.
Майкл Боуз-Лайон получил образование в школе Саннингдейл, Итонском колледже, Абердинском университете и Королевской военно-морской академии в Сандхерсте.

## Биография
Майкл Буз-Лайон дослужился до чина капитана в британской армии (служил в шотландской гвардии). Почётный паж королевы-матери в 1971—1973 годах.
19 августа 1987 года после смерти своего отца Майкл Боуз-Лайон унаследовал титулы 18-го графа Стратмора и Кингхорна (Пэрство Шотландии), 18-го лорда Лайона и Глэмиса (Пэрство Шотландии), 25-го лорда Глэмиса (Пэрство Шотландии), 6-го барона Боуза из замка Стритлам в графстве Дарем и Лундейла в графстве Йоркшир (Пэрство Соединённого королевства) и 5-го графа Стратмора и Кингхорна (Пэрство Соединённого королевства), став членом Палаты лордов Великобритании.
Лорд Стратмор и Кингхорн занимал должности лорда в ожидании (1989—1992) и капитана йоменской гвардии (1991—1994), а также он занимал должность заместителя лейтенанта Ангуса в 1994 году.
Директор Lancaster plc и Polypipe plc (1994—1999).

## Брак и дети
Лорд Стратмор был женат трижды. 14 ноября 1984 года Майкл Боуз-Лайон первым браком женился на Изобель Шарлотте Везеролл (род. 1962), дочери капитана Энтони Эдварда Везеролла и Амелии Софи Кесвик, правнучке Генри Кесвика и сестре бизнесмена Перси Везеролла, тайпана из Джардин Матесон.
Граф и его первая жена расстались в 2003 году и развелись в 2005 году. У них было трое сыновей:
- Саймон Боуз-Лайон, 19-й граф Стратмор и Кингхорн (род. 18 июня 1986)[1], старший сын и преемник отца.
- Достопочтенный Джон Фергус Боуз-Лайон (род. 1988)[1]
- Достопочтенный Джордж Норман Боуз-Лайон (род. 1991)[1].

24 ноября 2005 года в замке Глэмис Майкл Боуз-Лайон женился вторым браком на докторе Дамарис Стюарт-Уильям, клиническом психологе. Они расстались в 2007 году и развелись в 2008 году. У них был сын:
- Достопочтенный Тоби Питер Фергус Боуз-Лайон (род. март 2005)[1], узаконен после бракосочетания его родителей

4 августа 2012 года в Глэмисе (Ангус) лорд Стратмор и Кингхорн женился в третий раз на Карен Бакстер (урожденной Оррок) (род. 9 января 1976), которая пережила его.